# 파스텔 (카리브 음식)
파스텔(스페인어: pastel, 영어: pastelle)은 푸에르토리코, 트리니다드 토바고, 도미니카 등 카리브 제도 지역 및 콜롬비아의 카리브 해안 지역에서 먹는 덤플링이다. 푸에르토리코계 이민자가 많은 하와이에서도 즐겨 먹는다.

## 지역별 파스텔

### 도미니카 공화국
도미니카 공화국에서는 푸에르토리코의 영향을 받아 파스텔(스페인어: pastel, 복수: pasteles 파스텔레스[*])을 크리스마스 음식으로 먹는다. 플랜틴에 아메리카토란, 호박 등을 조금 섞어 만든 반죽에, 피카디요(다진 쇠고기) 소를 넣어 바나나잎에 싼 다음 쪄 낸다.

### 콜롬비아
콜롬비아에서는 파스텔(스페인어: pastel 복수: pasteles 파스텔레스[*])이 크리스마스 이브에 먹는 음식이다. 바나나잎에 쌀밥을 올리고 돼지고기(또는 쇠고기나 닭고기), 초리소, 채소, 올리브, 병아리콩 감자 등을 넣은 소를 싼 것을 쪄서 만든다. 쌀이 들어가서, "쌀 파스텔"이라는 뜻의 "파스텔 데 아로스(스페인어: pastel de arroz)"로도 부른다.

### 트리니다드 토바고
트리니다드 토바고에서는 파스텔(영어: pastelle 패스틀[*], 복수: pastelles 패스틀즈[*])이 크리스마스 음식이다. 콘밀로 불리는 굵은 옥수수가루 반죽에 쇠고기나 닭고기, 생선 등으로 만든 소를 넣은 것을 바나나잎으로 싸서 쪄 만든다.

### 푸에르토리코
푸에르토리코에서는 파스텔(스페인어: pastel, 복수: pasteles 파스텔레스[*])이 명절 음식이다. 기네오로 불리는 풋바나나에 아메리카토란, 호박 등을 조금 섞어 만든 반죽을 쓴다. 돼지고기, 올리브, 피망, 병아리콩 등으로 만든 소를 넣어 바나나잎에 싸서 쪄 낸다. 풋바나나 대신 카사바로 만든 반죽을 쓴 것은 "카사바 파스텔"이라는 뜻의 "파스텔 데 유카(스페인어: pastel de yuca)"라 불린다.

### 하와이
하와이에서는 파스텔이 보통 복수형인 "파스텔리스(영어: pasteles)"로 불리며, 이는 푸에르토리코 스페인어 복수형에서 빌려온 말이다. 단수형은 복수형에서 역형성된 "파스텔리(영어: pastele)"이다. 푸에르토리코 스페인어의 영향으로, /s/ 발음이 생략된 "파텔리(영어: patele)"라 불리기도 한다.

## 같이 보기
- 과니메
- 아야카
- 콘키
- 타말
- 파스틸